# Шокпар (Жамбылская область)
Шокпар (каз. Шоқпар) — село в Шуском районе Жамбылской области Казахстана. Административный центр Шокпарского сельского округа. Находится примерно в 50 км к востоку-северо-востоку (ENE) от аула Толе би, административного центра района. Код КАТО — 316641100.

## Население
В 1999 году численность населения села составляла 1369 человек (682 мужчины и 687 женщин). По данным переписи 2009 года, в селе проживало 569 человек (302 мужчины и 267 женщин).

## Уроженцы
- Мусабек, Ерболат Ныгыманович